# Ketelbossen
De Ketelbossen zijn een natuur- en bosgebied in Waasmunster in Oost-Vlaanderen (België). De Ketelbossen sluiten aan op natuurgebied De Vaag en ligt tussen de E17 en de dorpskern van Waasmunster. De Ketelbossen bestaan uit berk, eik en den op een zandheuvel. Er leeft eekhoorn, ree, kuifmees, zwarte specht, bonte vliegenvanger en de in Vlaanderen zeldzame mopsvleermuis. In 2021 kocht Natuurpunt 16 hectare van het bosgebied rond de Abdij van Roosenberg aan van de Mariazusters van Franciscus.